# 金天翮
金天翮（1873年—1947年），原名懋基，又名天羽，字松岑，号鹤望，鹤舫，别名壮游、金一、爱自由者、天放楼主人。江蘇吳江人。中國近代詩人。

## 生平
出身富家，祖籍安徽歙縣，自幼即重視經世之學，肄业於江阴南菁书院，師事顾询虞、袁东篱。曾参加过一次科举考试，被荐经济特科，辞不就。
光绪二十九年，在上海参加革命团体爱国学社，撰寫小說《孽海花》。又著有《女界鐘》，力主婚姻自由。
民国初年，曾出任江苏省议员，移居苏州。1923年出任江苏省吴江县教育局长。1932年，与陈衍、李根源等组织中国国学会。
著有《天放楼诗集》、《孤恨集》等。歿後門人私謚為貞獻先生。